# World Poker Tour
El World Poker Tour (WPT) es una serie de torneos de póker internacionales con la mayoría de los jugadores profesionales del mundo. Fue creado en los Estados Unidos por Steven Lipscomb, abogado y realizador de televisión, que ahora ejerce como director ejecutivo de WPT Enterprises (WPTE), la empresa que controla el World Poker Tour.

## Introducción
El WPT es una serie de torneos de Texas hold 'em que tiene lugar en diferentes países del mundo, pero principalmente en EE. UU.. Su emisión por televisión ha llevado a un boom del juego en hogares estadounidenses, casinos e Internet. Los patrocinadores claves del WPT son casinos y sitios web de póker. El programa, que se sindica internacionalmente, es copresentado por Mike Sexton, quien ha ganado la Serie Mundial de Póker y el actor Vince Van Patten. Shana Hiatt ejerció como presentadora y entrevistadora durante sus primeras tres temporadas. Courtney Friel la sustituyó como presentadora durante la cuarta temporada, y Sabina Gadecki para la quinta. Layla Kayleigh y Kimberly Lansing comenzaron como presentadoras durante la sexta temporada.

## Fondo
La primera temporada del WPT tuvo lugar a fines de 2002 y principios de 2003, terminando con la WPT Championship (Campeonato WPT) en abril de 2003 en el Casino Bellagio de Las Vegas, Nevada. La primera temporada estuvo en antena en el Travel Channel (Canal de Viaje) de la televisión por cable estadounidense en la primavera de 2003. El programa hizo su debut en la red el 2 de febrero de 2004 con un torneo especial llamado "Battle of the Champions" (Batalla de los Campeones), que estuvo en antena al mismo tiempo que la cobertura de CBS del programa previo de la Super Bowl XXXVIII. El Travel Channel emitió las primeras cinco temporadas del WPT. En abril de 2007, WPTE anunció que la serie se trasladaría a la cadena GSN para su sexta temporada en la primavera de 2008. El primer torneo del WPT que GSN emitió, la Mirage Poker Showdown, tuvo lugar el 24 de marzo de 2008. En diciembre de 2022, las Vegas, después de un paréntesis de siete años, celebró la serie WPT World Championship con una garantía récord de más de $22,000,000.

## Comentarios
Los presentadores del programa, Mike Sexton y Vince Van Patten hacen ver que todos sus comentarios se realizan en vivo junto al desarrollo del torneo, y en ocasiones se han relacionado con los jugadores durante el juego. Sin embargo, sus comentarios sobre las cartas de boca abajo son grabados después del torneo porque las leyes reguladores del juego prohíben que se observen las toma en directo de las cámaras que captan las cartas. En consecuencia, el audio es una mezcla de la grabación en directo y comentarios añadidos en la posproducción.

## Acogida
El atractivo del WPT y la mayoría de otros torneos de póker es que cualquier persona que puede pagar el buy-in (una cantidad oscilando de $2.500 a $25.000) o ganar un torneo "satélite" puede competir contra los mejores jugadores profesionales.
El interés para los aficionados aumenta gracias a las interesantes novedades técnicas, como la capacidad de ver las cartas de los jugadores gracias a una serie de pequeñas cámaras en la mesa (innovación introducida por primera vez en el programa británico Late Night Poker (Poker de Medianoche)). A raíz del éxito del programa se desarrollaron numerosos programas especiales, como el "Hollywood Home Game" ("Juego de Hollywood en Casa") (en el que celebridades juegan con fines caritativos) y "Ladies Night" (Noche de las Mujeres) (en el que participan seis jugadoras famosas).
En 2004, el WPT creó un Paseo de la Fama, con leyendas de póker Doyle Brunson y Gus Hansen, igual que actor James Garner.
Hoy en día, durante su sexta temporada de emisión, todavía se sitúa entre los programas más estimados de las proveedoras de cable americanas. La Game Show Network (Red de los Programas Concursos) la emite los lunes. Las primeras tres temporadas del WPT ya están disponibles en un DVD de NTSC. En el DVD de la segunda temporada aparecen comentarios de algunos de los jugadores. La tercera temporada solamente está disponible en formato de "Lo Mejor De", apareciendo sólo la mitad de los episodios. CITY TV emite el WPT los domingos a las cuatro PST en Canadá con una reemisión a medianoche (o un poco después dependiendo de la duración de su película de la noche de domingo. La serie trasladó a las noches del lunes desde el traslado a GSN en 2008. Empezando con la temporada de 2008, el presentador Mike Sexton ya no brinda por el ganador del torneo con una "cerveza oficial del WPT" (patrocinado en años pasados por Anheuser-Busch). Ahora dan vasos de champán para su saludo.
Una serie de torneos derivados, llamados el "Professional Poker Tour" (Viaje Profesional de Póker), comenzó a grabarse en 2004. La emisión de la serie se aplazó, en parte debido a una disputa con el Travel Channel sobre derechos. En el otoño de 2005, WPTE anunció que un canal de cable (creído a ser ESPN) había retirado de las pujas para la serie PPT, y que WPTE estaba negociando con Travel Channel para poner la serie. El 30 de enero de 2006, WPTE y Travel Channel anunciaron que habían sobreseído todos los pleitos abiertos. La serie empezó a emitir regularmente el 5 de julio de 2006, pero fue suspendido después de una temporada porque WPTE no pudo encontrar un hogar de televisión para una segunda temporada.

## Ley Sherman Antitrust de los EE. UU.
En julio de 2006, siete profesionales de póker demandaron WPTE, alegando violaciones legales de la Ley Sherman Antitrust, la Ley Cartwright de California e intromisión intencional con contratos. Los profesionales (Chris Ferguson, Andy Bloch, Annie Duke, Joe Hachem, Phil Gordon, Howard Lederer, y Greg Raymer) alegan que los impresos de exención estándar de WPTE, requeridos para participación en los acontecimientos de WPTE, son anti-competitivos y designados a interferir con sus obligaciones contractuales a otras compañías. La demanda de anti-competición está basada en el hecho de que los contratos de WPTE con los casinos que presentan sus torneos impiden que estos casinos (y otros casinos poseídos por las mismas compañías padres) presenten acontecimientos de póker que no son de WPTE. La demanda de interferencia con contrato está basada en la demanda de los impresos a derechos perpetuos de parecidos de los jugadores para cualquier uso que desea WPTE. Los jugadores alegan que esto los pondría en violación de otros contratos (como el de Ferguson con Activision o unos jugadores contratos con sitios web de póker). Hachem y Raymer abandonaron la demanda antes de su acuerdo legal eventual.

### Acuerdo legal
En abril de 2008, WPTE llegaron a un acuerdo con los cinco jugadores restantes de la demanda. Chis Ferguson dijo sobre el acuerdo: "estamos felices que hayamos llegado a un acuerdo que es justo para todos jugadores, y que ha colocado una exención nueva que aclara ambigüedades en cuanto a como se pueden usar los imágenes de los jugadores. Estamos felices en particular que esta exención nueva aplicará a todos jugadores de póker que quieren participare en torneos y acontecimientos de WPT.".

## Mujeres de WPT
En enero de 2008 WPT anunció una serie de torneos para mujeres, conocido como WPT Ladies ("Mujeres de WPT"). La primera temporada tendrá cinco acontecimientos, con los buy-ins oscilando de $300 a $1.500. La mesa final del último acontecimiento será televisada.

## Jugador del año
Se conceden puntos en todos acontecimientos de la siguiente manera:
- Ganador: 1000 puntos
- Subcampeón: 700 puntos
- Tercero: 600 puntos
- Cuarto: 500 puntos
- Quinto: 400 puntos
- Sexto: 300 puntos
- Séptimo: 200 puntos

Este premio se da a un jugador cada temporada. Los ganadores hasta ahora han sido:
- Temporada 1: Howard Lederer
- Temporada 2: Erick Lindgren
- Temporada 3: Daniel Negreanu
- Temporada 4: Gavin Smith
- Temporada 5: J. C. Tran
- Temporada 6: Jonathan Little

## Deal
Un campeonato de WPT ficcional es el escenario para la película de 2007 Deal (Acuerdo). Se espera que Sexton, Van Patten y Friel participen como sí mimas y otros profesionales y celebridades que juegan póker estén en el reparto. El escenario de WPT fue mandado a Nueva Orleans para grabación después del campeonato de la cuarta temporada.